# Бхатинда
Бхати́нда (в.-пандж. ਬਠਿੰਡਾ, хинди बठिंडा, англ. Bathinda) — город на юге индийского штата Пенджаб. Административный центр округа Бхатинда.

## География и климат
Расположен примерно в 225 км к юго-западу от города Чандигарх, недалеко от границы со штатами Харьяна и Раджастхан, на высоте 201 м над уровнем моря.
Климат Бхатинды характеризуется как тропический и довольно засушливый, со значительной разницей между летними и зимними температурами. Летом температуры могут достигать 48 °C, тогда как зимой опускаться ниже 0 °C. Летом нередко случаются пыльные ветра. Средний годовой уровень осадков составляет около 350 мм; более 70 % от этого количества выпадает в период с июня по сентябрь.

## Экономика
Основу экономики города составляют нефтехимическая и текстильная промышленности, производство удобрений и сахара, а также переработка цитрусовых. В городе имеется 2 тепловые электростанции. В окрестностях Бхатинды развито сельское хозяйство. Город является важным железнодорожным узлом.

## Экология
В Бхатинде и её окрестностях довольно высок уровень заболевания различными видами рака. Это связано с выбросами промышленных предприятий города, а также с неконтролируемым использованием большого количества пестицидов и других токсичных веществ в сельском хозяйстве. Эпидемиологическое исследование 2007 года выявило, что поверхностные воды Бхатинды загрязнены мышьяком, кадмием, хромом, селеном и ртутью, что объясняется сбросом неочищенных вод предприятиями. Ненаучные методы ведения сельского хозяйства, введённые после Зелёной революции, также являются причиной роста заболеваемости не только раком, но также высокого уровня выкидышей, генетических уродств, флюороза, различных кожных заболеваний.

## Население
По данным переписи 2001 года, население города составляет 217 389 человек. Доля мужчин: 54 %, женщин: 46 %. Уровень грамотности составляет 70 %. Доля детей в возрасте до 6 лет: 11 %. Согласно переписи 2011 года, население составило 285 813 человек.
| 1991    | 2001    | 2011    | 2012    |
| ------- | ------- | ------- | ------- |
| 159 114 | 217 256 | 285 813 | 287 885 |

Источник:

## Образование
В 2009 году в Бхатинде был основан Центральный университет Пенджаба (Central University of Punjab). В города расположены также Правительственный колледж Раджиндра (Government Rajindra College) и правительственный инженерный колледж.